# Vercors (Schiff, 1975)
Koordinaten: 21° 54′ 46″ S, 14° 6′ 1″ O
Die Vercors war ein französischer und, ab 2001, als Chamarel ein mauritischer Kabelleger, der im Dienst von France Télécom stand. Im Jahr 2012 wurde er vor der Küste Namibias durch einen Brand zerstört.

## Geschichte

### Bau- und Vorgeschichte bis 1974
Ab Ende der 1960er Jahre wurde bei der France Télécom die Notwendigkeit für ein neues Kabellegerschiff offensichtlich. Die vorhandene Flotte begann zu altern und eine zunehmende Anzahl an verlegten Kabeln benötigte eine zuverlässige Wartung. Ab 1970 wurde der Vertrag für den Bau eines Kabellegers ausgeschrieben und schließlich fiel der Zuschlag auf die Werft Société Nouvelle des Ateliers & Chantiers in Le Havre. Die vertragliche Bestellung des Schiffes bei der Werft erfolgte im April 1972. Anfänglich vorgesehene Namen für den Neubau, wie Arago und Alsace wurden, da sie bereits für andere Schiffe vergeben waren, zugunsten von Vercors, einem Gebirgsmassiv, das als Rückzugsort des französischen Widerstandes im Zweiten Weltkrieg diente, verworfen.
Der Stapellauf und die Taufe des Schiffes fanden am 27. September 1973 statt. Der Anlass wurde unter Anwesenheit des damaligen Ministers für Post und Telekommunikation, Hubert Germain, und Medienvertretern festlich gestaltet. Germains Ehefrau, Simone Germain, fungierte als Taufpatin des Schiffes. Am 5. November 1974 wurde das Schiff an die Société France Câbles & Radio, ein Tochterunternehmen der France Télécom, abgeliefert.

### Vercors1975–2001
Den ersten Einsatz hatte das Schiff von Januar bis Februar 1975 bei der Verlegung eines Unterseekabels von Saint-Raphael nach La Foux entlang der französischen Küste auf einer Kurzstrecke von 35 Kilometern. In den 1970er Jahren war das Schiff mit Schwerpunkt im Mittelmeer im Einsatz. Mitte Oktober 1980 war das Schiff an der Rettung eines Hubschraubers im Mittelmeer beteiligt. Von März bis April 1983 verlegte das Schiff Unterseekabel zwischen Dänemark und den Niederlanden, im Gebiet eines ehemaligen Minenfeldes, was die französische Presse zum Anlass für reißerische Berichterstattung nahm. Im April 1987 wurde der Bug des Schiffes zum Verlegen für Verstärker-Kabel im Hafen von Calais mit einer Plattform modifiziert, die aufgrund ihres Aussehens den Spitznamen Giraffe erhielt. Um ein Teilstück des transatlantischen TAT-8-Kabels zu verlegen, wurde das Schiff 1987 als erstes nicht-US-amerikanische zivile Schiff mit GPS ausgestattet. Von August bis November 1988 verlegte das Schiff 360 km des TAT-8-Kabels. Von Dezember 1990 bis Februar 1991 wurde das Schiff im Hafen von Brest umgebaut. Die Giraffe wurde entfernt und der Bug des Schiffes wurde um 3,05 Meter verlängert. Im September 1996 wurde das Schiff für den Einsatz von ROVs modifiziert. Im Herbst 1996 verlegte die Vercors das ALETAR-Kabel zwischen Ägypten und Syrien. In den Jahren 1998 und 1999 wurde die Verzweigungssektion im Heck des Schiffes erneuert. Zwischen 1998 und 1999 verlegte das Schiff zudem Abschnitte des SEA-ME-WE 3-Kabels. Im Sommer 2000 legte das Schiff ein Teilstück des TAT-14-Kabels. Von August bis September 2001 wurde das Schiff erneut modernisiert, unter anderem für den Einsatz eines neueren ROV-Modells.

### Chamarel2001–2012
Am 28. September 2001 wurde die Vercors an Chamarel Marine Services, einer Tochterfirma der France Télécom, verkauft, nach Mauritius umgeflaggt und in Chamarel umbenannt. Namensgeber war die gleichnamige Ortschaft Chamarel auf der Insel Mauritius. Die Chamarel operierte seitdem von Kapstadt aus. Ab dem Jahr 2002 war das Schiff nur noch für Wartungsarbeiten an den SAT 3- und SAFE-Unterseekabeln im Raum vom Golf von Guinea bis in den Indischen Ozean eingesetzt. Im September 2011 brach ein Feuer im Maschinenraum der Chamarel aus, konnte aber unter Kontrolle gebracht werden. Bis Oktober desselben Jahres wurde das Schiff repariert. Bis zu ihrer Havarie 2012 verlegte das Schiff insgesamt über mehr als 120.000 Kilometer an Kabel.

## Brand und Verbleib

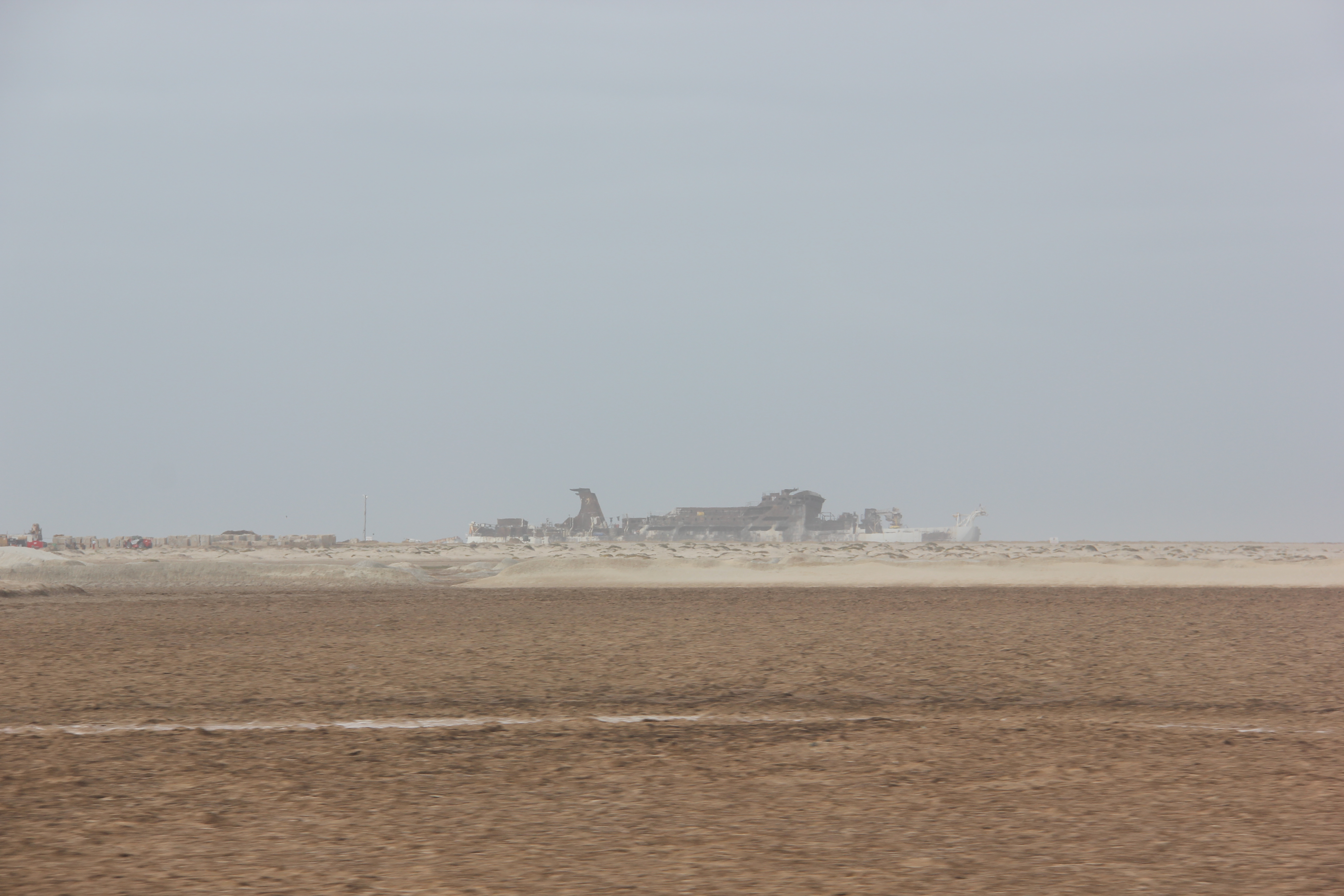
Das ausgebrannte Wrack der Chamarel vor der Küste Namibias im Januar 2013

### Brand 2012
Am 8. August 2012 befand sich die Chamarel vor der Küste von Namibia, auf dem Rückweg von Wartungsarbeiten an den SAT 3- und SAFE-Unterseekabeln, als am späten Nachmittag Ortszeit Feuer an Bord ausbrach. Da die Besatzung das Feuer nicht löschen konnte, verließen alle 56 Mann gegen 20.00 Uhr das Schiff und wurden von dem namibischen Fischereischutzboot Nathaniel Maxuilili gerettet.

### Verbleib 2012–2013
Die Chamarel strandete daraufhin auf einer Sandbank, unmittelbar vor der Küste, in vier Meter tiefem Wasser, etwa 30 Kilometer nördlich von Henties Bay, entfernt. Namibische Behörden forderten den Eigner zur Entfernung von Schadstoffen von Bord des Schiffes auf, woraufhin Abpumparbeiten unter der Leitung von Smit eingeleitet wurden. Bis Mitte September wurden alle Öl- und Treibstofftanks abgepumpt. Als Ersatz für die Chamarel wurde der Kabelleger Leon Thevenin nach Kapstadt entsandt.
Da ein Freischleppen des Havaristen nicht möglich war, wurde das Schiff durch dreizehn Kettenflaschenzüge an Land gezogen und bis 2013 in situ verschrottet.

## Würdigung
Die Vercors wurde auf Briefmarken und Ersttagsbriefen von Dschibuti, Singapur und Ascension abgebildet.
Anlässlich der Verlegung des SEA-ME-WE 1-Seekabels gab die Post von Dschibuti 1986 zwei Ersttagsbriefe mit der Vercors heraus. Die Post von Singapur gestaltete aus demselben Anlass vier Briefmarken (10, 35, 50 und 75 Cents), die die Silhouette des Schiffes zeigten.
Anlässlich der Unterzeichnung zur Verlegung des SEA-ME-WE 2-Seekabels gab die Post von Dschibuti im November 1991 eine Briefmarke zu 130 Franc und einen Ersttagsbrief mit einem der Vercors nachempfundenen Schiff heraus.
Im Juni 1993 gab Ascension anlässlich des 25-jährigen Gründungsjubiläums der Gesellschaft des SAT 1-Kabels zwei Briefmarken zu 25 und 70 Pence mit dem Kabelleger Vercors als Motiv heraus, obwohl das Schiff nicht an der Verlegung beteiligt war.